# Tony Azito
Antonio Azito, detto Tony (New York, 18 luglio 1948 – Manhattan, 26 maggio 1995), è stato un ballerino e attore statunitense.

## Biografia
Nel 1968 Tony Azito entrò nel primo corso di laurea in recitazione offerto dalla Juilliard School sotto la supervisione di John Houseman; altri allievi del corso comprendevano Patti LuPone e Kevin Kline. Poco dopo l'inizio degli studi alla Juilliard, Azito cominciò a studiare danza con Anna Sokolow. Lo studio della danza portò a degli screzi con Houseman, che aveva già avuto problemi con Azito a causa dell'omosessualità del giovane. Azito lasciò quinti la Juilliard nel 1970 senza laurearso e si unì alla compagnia della Sokolow.
Dopo alcuni anni da ballerino, Azito ritornò alla recitazione nei teatri dell'Off-Broadway e dell'Off Off Broadway. Qui conobbe il regista Wilford Leach, di cui divenne frequente collaborare. Nel 1976 fece il suo debutto a Broadway in un allestimento de L'opera da tre soldi e l'assolo di danza di Azito lo portò all'attenzione della critica, che lodo il suo eccentrico stile da danza e lo paragonò a Buster Keaton. L'anno successivo recitò in un'altra opera di Bertolt Brecht e Kurt Weill, Happy Days, in scena al Delacorte Theater con Christopher Lloyd e una giovane Meryl Streep.
Nel 1980 ottenne il suo più grande successo quando Leach lo volle nel cast dell'acclamata produzione di The Pirates of Penzance per la regia di Joseph Papp; l'operetta fu un successo e venne riproposta anche a Broadway, mentre Azito vinse il Drama Desk Award e ottenne una candidatura al Tony Award al miglior attore non protagonista in un musical. Tre anni dopo tornò a recitare anche nell'adattamento cinematografico dell'operetta, sempre per la regia di Loach. Successivamente recitò al New York Shakespeare Festival in un allestimento de La dodicesima notte, ancora una volta per la regia di Leach. Negli anni successivi recitò a Radio City Music Hall e al Kennedy Center, prima di tornare a Broadway per l'ultima volta nel 1986 nel musical The Mystery of Edwin Drood. Durante la tournée dello show Azito si fratturò entrambe le gambe dopo essere stato investito da un taxi. Azito ci mise qualche anno a recuperare l'uso delle gambe e da allora recitò nel circuito del teatro regionale, apparendo in allestimenti di She Loves Me e I mostri sacri.
Dichiaratamente omosessuale, Azito morì di AIDS all'età di quarantasei anni.

## Filmografia parziale

### Cinema
- Fort Bronx (Night of the Juggler), regia di Robert Butler (1980)
- Stardust Memories, regia di Woody Allen (1980)
- I pirati di Penzance (The Pirates of Penzance), regia di Wilford Leach (1983)
- Posizioni promettenti (Private Resort), regia di George Bowers (1985)
- Stregata dalla luna (Moonstruck), regia di Norman Jewison (1987)
- I maledetti di Broadway (Bloodhounds of Broadway), regia di Howard Brookner (1989)
- La famiglia Addams (The Addams Family), regia di Barry Sonnenfeld (1991)
- Necronomicon, regia di Christophe Gans, Shūsuke Kaneko e Brian Yuzna (1993)

### Televisione
- Un giustiziere a New York (The Equalizer) – serie TV, episodio 3x19 (1988)
- Miami Vice – serie TV, episodio 4x22 (1988)